# セブン&アイ・フードシステムズ
株式会社セブン&アイ・フードシステムズ（英: Seven & i Food Systems Co., Ltd.）は、株式会社セブン&アイ・ホールディングス傘下の外食事業部門を手がける企業。

## 概略
セブン&アイ・ホールディングスグループの外食事業の再構築、経営効率化の一環として2007年1月9日にグループ内のロードサイド型ファミリーレストラン事業が主力の株式会社デニーズジャパン、コントラクトフード事業・イトーヨーカ堂内のフードコート内レストラン事業の株式会社ファミール、イトーヨーカ堂内ファーストフード事業を運営するヨーク物産株式会社の3社を統合することを発表。同年1月10日に、セブン&アイ・フードシステムズが設立。
2007年9月1日より、外食事業・ファミリーレストラン事業、コントラクトフード事業、ファストフード事業を運営している。統合後の各レストランチェーンブランド名称は継続して使用、レストラン部門のメニュー開発部門の集約、食材などの共同調達による物流コストの低減などを図り経営の効率化を実施する。この経営統合により外食産業のチェーン売上高トップテン第8位の規模になる。
コントラクトフード事業では、同じセブン&アイ・グループのセブン-イレブンと業務提携しており、職場内、大型ビル内、病院内、大学内、官公庁内のセブン-イレブンを運営するということも行っている。

## 沿革
- 2007年
  - 1月9日 - セブン&アイ・ホールディングスグループ外食事業の株式会社デニーズジャパン、株式会社ファミール、ヨーク物産株式会社3社の経営統合を発表[4]。
  - 1月10日 - セブン&アイ・ホールディングスグループ外食事業新会社、株式会社セブン&アイ・フードシステムズを設立。
  - 3月1日 - 株式会社デニーズジャパン、株式会社ファミール、ヨーク物産株式会社の3社を子会社化して、経営統合。
  - 9月1日 - 株式会社デニーズジャパン、株式会社ファミール、ヨーク物産株式会社の3社を吸収合併。
- 2022年
  - 9月1日 - ファストフード事業のポッポをイトーヨーカ堂へ移管。
- 2025年
  - 2月28日 - 株式交換により、ヨーク・ホールディングスが子会社化[5]。

## 統合後に運営する事業・チェーン店

### 旧デニーズジャパン系
- デニーズ - 1973年設立。ファミリーレストランチェーン。
- プレディ金沢文庫店 - 2006年設立。ミドルクラス以上の客層をメインターゲットにしたファミリーレストラン。2009年2月26日に閉店。
- デニーズプラス - 2003年4月3日に葉山店がオープン。2004年から2005年にかけて、関東地方にて10店舗展開していた。2010年8月3日に柏店が閉店して以降、現存しない。

### 旧ファミール系
- ファミール - 1972年設立。ファミリーレストランチェーン。2019年9月30日までに全店舗が閉店して以降、現存しない。
- 芝のらーめん屋さん - 1994年設立。ラーメンチェーン。2019年9月30日までに全店舗が閉店して以降、現存しない。
- パスタランテ - 2001年設立。イタリアンレストラン。すでに閉店しており、現存しない。
- ファミールダイニング - 2003年設立。ビュッフェレストランチェーン。

### 旧ヨーク物産系
- ポッポ - 1975年設立。ファストフードチェーン。主にイトーヨーカ堂内のフードコート内を主力に出店。

2022年9月1日をもってイトーヨーカドーへ移管された。

### 統合後に運営開始
- そばうどん處七福 弁天庵 - セルフスタイルの蕎麦屋ブランド。2017年6月で全店舗を閉鎖して以降、現存しない。